# Вильгельм Людвиг Нассау-Дилленбургский
Вильгельм Людвиг Нассау-Дилленбургский (нем. Wilhelm Ludwig von Nassau-Dillenburg; 13 марта 1560 — 31 мая 1620) — граф Нассау-Дилленбурга, с 1584 года был штатгальтером в Фрисландии, а позднее и в провинциях Гронинген и Дренте. Во Фрисландии получил прозвище и стал известным как Us Heit (от фриз. Отче наш, нидерл. Onze Vader). Вильгельм Людвиг был также генерал-капитаном армии Фрисландии и вместе со своим двоюродным братом, принцем Морицем Оранским, командовал армией Соединённых провинций в борьбе против Испании. В 1906 году в честь Вильгельма Людвига был поставлен памятник в Леувардене под названием «Отче наш».

## Биография
Вильгельм Людвиг был старшим из сыновей графа Иоганна VI Нассау-Дилленбургского, брата Вильгельма I Оранского, и его первой жены Екатерины Лейхтенбергской.
Он был среди тех, кто возглавлял нидерландскую революцию и вместе со своим двоюродным братом, штатгальтером Республики Соединённых провинций Морицем Оранским сыграл огромную роль в этой революции, особенно в годы, предшествующие двенадцатилетнему перемирию. Вильгельм Людвиг вместе с Морицем Оранским, а также со своим младшим братом Иоганном VII Нассау-Зигенским провёл важные военные реформы, совершив военную революцию, результатом которой стало появление линейной тактики. Братья поняли, что одним из основополагающих начал победы является дисциплина, а чтобы её поддерживать необходимо, в том числе, вовремя платить жалование солдатам. Так, Вильгельм Людвиг жёстко контролировал этот процесс, чтобы жалование не задерживалось и, выступая со своей программой в 1589 году, кроме важности аккуратной выплаты солдатам жалования, отметил, что необходимо отучить солдат от их нежелания заниматься окопными работами. В то же время Вильгельм Людвиг требовал в ответ от армии строжайшую дисциплину, которую голландцы поддерживали также за счёт изобретенной ими муштры, марша в ногу, а также военных команд, которые не потеряли свою актуальность до сих пор. Именно в нидерландской армии впервые вошло в систему то, что солдаты стали выполнять те самые окопные работы, о которых говорил Вильгельм Людвиг. В нидерландской армии, как отмечал позднее в своём донесении венецианский посол, жалование не задерживали буквально ни на один час. Посол также с удивлением писал о том, что в Нидерландах города спорят друг с другом за право размещения у них гарнизонов, а горожане, в свою очередь, — за право помещения у себя в квартирах солдат с целью на них нажиться. О высочайшей дисциплине в армии может говорить ещё и тот факт, что, по словам посла, мужчины-горожане без всяких опасений оставляли своих жён и детей наедине с солдатами.
Вильгельм Людвиг всегда был убеждённым сторонником наступательной войны и выступал против выжидательной тактики с обороной имеющихся мятежных провинций от испанских атак, предлагая активное наступление на оккупированные испанцами земли. Братья Оранские, будучи гениальными стратегами своего времени, высоко ценили и изучали военное искусство римлян и древних греков.